# Scharlaken schildwants
De scharlaken schildwants (Eurydema dominulus) is een wants uit de familie Pentatomidae.

## Uiterlijk
De scharlaken schildwants is ongeveer 5,5 tot 7,5 mm lang. Ze zijn rood gekleurd met zwarte vlekken. Het halsschilld (pronotum) heeft zes zwarte vlekken, die in elkaar kunnen overlopen. Het schildje (scutellum) heeft alleen een grote zwarte vlek. De dekvleugels hebben een zwarte haakvormige vlek en kleine vlek kort voor het zwarte membraan. Langs de zijrand van het abdomen (connexivum) zijn enkele kleine zwarte stippen.
Hij lijkt op de sierlijke schildwants (Eurydema ornata), die ook zwarte vlekjes op het connexivum heeft, maar ook donkere vlekken langs de rand van het corium (buitenste deel van de dekvleugels) en de zuidelijke koolschildwants (Eurydema ventralis), die een rood-zwart of wit-zwart geblokt connexivum heeft.

## Verspreiding en habitat
De wants komt voor in Azië en Europa, in België en Nederland is hij zeldzaam. Uit Nederland zijn vooral waarnemingen bekend in Limburg, Overijssel en Noord-Brabant. De scharlaken schildwants heeft een voorkeur voor natte weilanden en bosranden.

## Leefwijze
De scharlaken schildwants zuigt vooral op planten uit de kruisbloemenfamilie (Brassicaceae) als Veldkers (Cardamine) en planten uit de schermbloemenfamilie (Apiaceae). Hij kan schade aanrichten aan koolplanten.
Paring vindt plaats in het voorjaar. De eieren worden gelegd op bladeren en stengels van de waardplanten. De larven ontwikkelen van juni tot juli. De volwassen wantsen overwinteren.